# فرنسيسكو يارا
فرنسيسكو يارا (بالإسبانية: Francisco Jara)‏ (3 فبراير 1941 في المكسيك - 2 فبراير 2024) هو لاعب كرة قدم مكسيكي في مركز الهجوم، شارك في كأس العالم 1966. وشارك مع منتخب المكسيك لكرة القدم. أما مع النوادي، فقد لعب مع تايجرز أونال ونادي غوادالاخارا.

## وصلات خارجية
- فرنسيسكو يارا على موقع الاتحاد الدولي (مؤرشف)  (الإنجليزية)
- فرنسيسكو يارا على موقع قاعدة بيانات كرة القدم.إي يو (الإنجليزية)
- فرنسيسكو يارا على موقع ناشيونال فوتبول تيمز (الإنجليزية)